# فاتوماتا دیارا (بازیکن فوتبال)
فاتوماتا دیارا (انگلیسی: Fatoumata Diarra؛ زادهٔ ۱۵ آوریل ۱۹۸۶) بازیکن فوتبال اهل مالی است.
وی همچنین در تیم ملی فوتبال Mali بازی کرده‌است.